# Chaînon Kirkwood
Le chaînon Kirkwood est un massif de montagnes situé dans la chaîne Transantarctique, dans la terre Victoria en Antarctique. Il culmine au mont Endeavour à 1 810 mètres d'altitude. C'est un massif côtier situé du nord au sud le long de la mer de Ross entre le glacier Mawson et le glacier Fry.

## Histoire
Le chaînon Kirkwood est nommé par l'équipe néo-zélandaise de l'expédition Fuchs-Hillary (1956-1958) en l'honneur de Henry Kirkwood, capitaine de la Royal Navy sur le navire d'approvisionnement Endeavour.